# Гербек, Эмиль Фёдорович
Эмиль Фёдорович Гербек (нем. Emil Herbeck; 1853 — 18 апреля 1917) — российский виолончелист и музыкальный педагог немецкого происхождения.
Учился в Мюнхенской консерватории у Йозефа Вернера, затем в Праге у Франца Гегенбарта. В 1871—1873 гг. играл в оркестре Цюрихской оперы. После этого перебрался в Россию, где провёл всю оставшуюся жизнь.
В 1874—1907 гг. играл в оркестре Мариинского театра оперы и балета в Санкт-Петербурге, с 1877 г. в статусе солиста. Выступал также как ансамблист, в том числе в струнных квартетах Евгения Альбрехта и Алексея Колаковского.
В 1900—1917 гг. преподавал в Санкт-Петербургской консерватории, с 1909 г. профессор. Среди его учеников, в частности, Отто Фогельман и Марк Ямпольский.
Гербеку посвящены Фантазия для виолончели и фортепиано И. Вейкмана (1884) и сюита для виолончели и фортепиано В. Кюнера (1893).